# Red Springs
Red Springs é uma cidade  localizada no estado norte-americano de Carolina do Norte, no Condado de Hoke e Condado de Robeson.

## Demografia
Segundo o censo norte-americano de 2000, a sua população era de 3493 habitantes.
Em 2006, foi estimada uma população de 3518, um aumento de 25 (0.7%).

## Geografia
De acordo com o United States Census Bureau tem uma área de
7,3 km², dos quais 7,3 km² cobertos por terra e 0,0 km² cobertos por água. Red Springs localiza-se a aproximadamente 61 m acima do nível do mar.

## Localidades na vizinhança
O diagrama seguinte representa as localidades num raio de 16 km ao redor de Red Springs.